# Costa Dorada

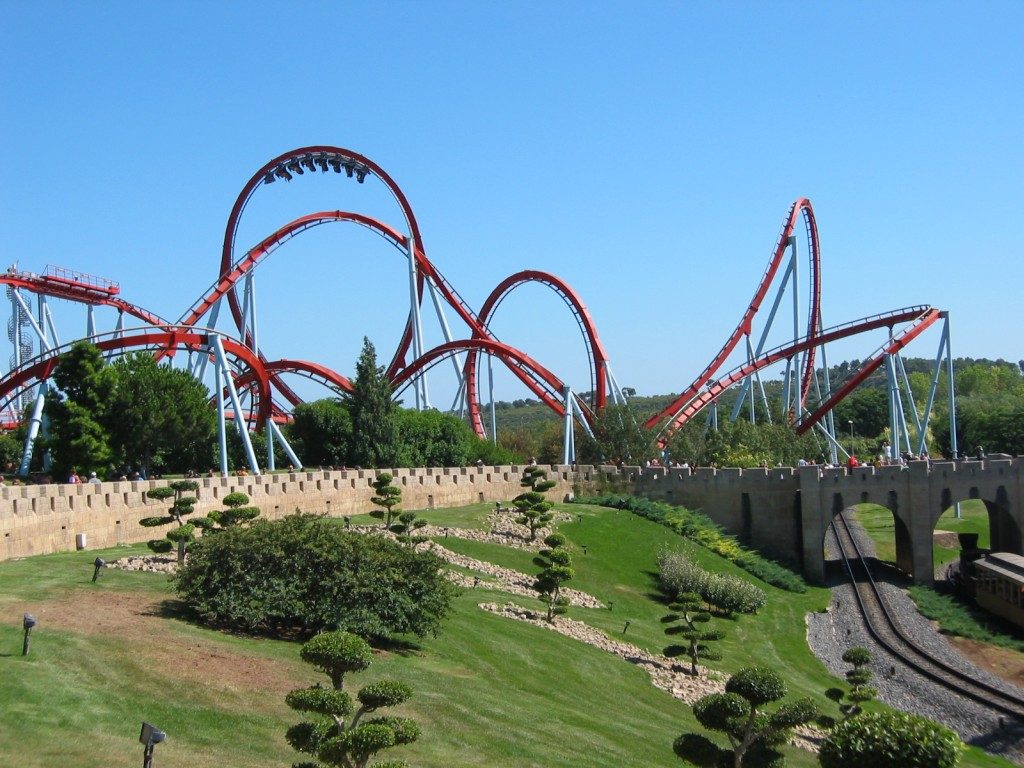
Park rozrywki Port Aventura w pobliżu miejscowości Salou

Costa Dorada (kat. Costa Daurada, pol. Złote Wybrzeże) – region turystyczny w północno-wschodniej Hiszpanii (w granicach administracyjnych Katalonii), rozciągający się wzdłuż wybrzeża Morza Balearskiego .

## Przynależność administracyjna
Costa Dorada jest w całości zlokalizowana we wspólnocie autonomicznej Katalonii, w granicach administracyjnych dwóch prowincji: Prowincji Barcelona (niewielka część) i Prowincji Tarragona (zdecydowana większość tego wybrzeża), w następujących comarkach: Baix Penedès, Tarragonès, Alt Camp, Baix Camp, Conca de Barberà, Priorat, Ribera d'Ebre, Baix Ebre i Montsià.

## Granice
Costa Dorada obejmuje 216-kilometrowy fragment wybrzeża na południe od niewielkiej rzeczki koło miejscowości Cubelles do ujścia Ebro (nieopodal przylądka Cap de Tortosa).

## Pozostałe informacje
Costa Dorada słynie z rozległych i piaszczystych plaż.
W miejscowości Sitges znajduje się znane kąpielisko oraz neogotycki Palau Mar i Cel (pol. Pałac Morza i Nieba), w którym przechowywane są kolekcje malarstwa i dzieł sztuki z całego świata, zaś z okien muzeum rozciąga się widok na morze. W Sitges zbudowano od podstaw stare miasto rozciągające się wokół przylądka.
W Salou znajduje się wesołe miasteczko – Port Aventura.
Niedaleko od Salou położony jest Cambrils – niegdyś port rybacki, a obecnie jeden z ważniejszych kurortów Złotego Wybrzeża, przekształcony z portu rybackiego na potrzeby turystyki. Posiada on długą plażę, a cechą charakterystyczną są flotylla bous – małe łódki zaopatrzone w duże lampy, zapalane podczas nocnych połowów.